# Młóto

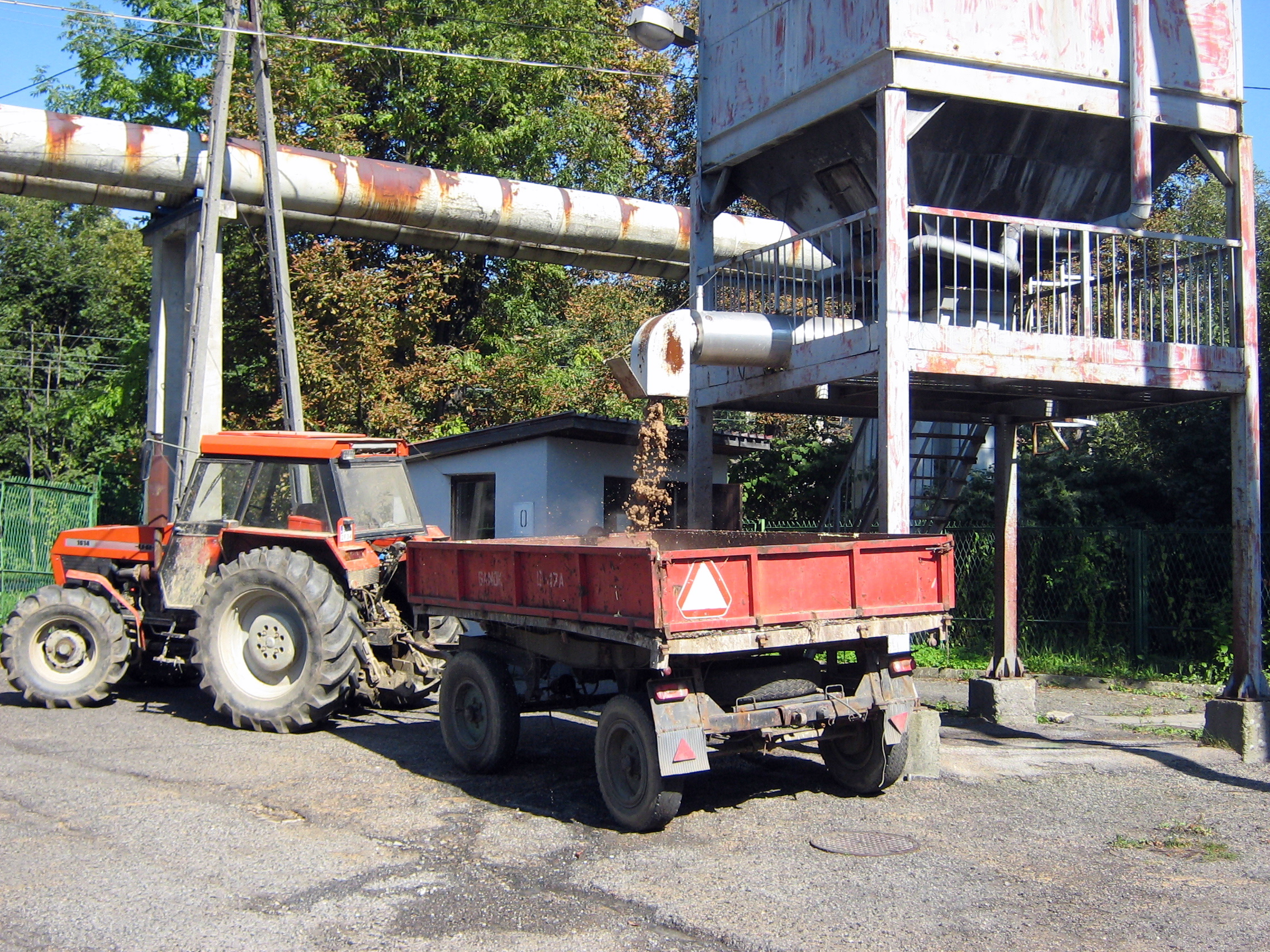
Wysyp młóta w Brackim Browarze Zamkowym

Młóto, inaczej wysłodziny – nierozpuszczalne składniki zacieru w postaci osadu z łusek, kiełków i drobin słodu powstające w kadzi filtracyjnej.
W piwowarstwie tradycyjnym lub domowym młóto po opadnięciu na dno tworzy naturalną warstwę filtrującą. Przez taki filtr przepuszczany jest zacier, który już jako czysta brzeczka przednia spływa do kotła warzelnego i razem z chmielem poddawana jest gotowaniu. Młóto natomiast przepłukuje się gorącą wodą, by rozpuścić całkowicie znajdujący się w nim cukier i wykorzystać go w dalszej produkcji piwa.
W browarach przemysłowych stosowane są specjalne filtry zacierowe, które szybciej i równomierniej oddzielają brzeczkę od młóta.
Wyługowane młóto wykorzystywane jest najczęściej jako pasza dla zwierząt lub dodatek przy wypieku chleba.
| Wyszczególnienie            | Wysłodziny mokre | Wysłodziny suche |
| --------------------------- | ---------------- | ---------------- |
| Białko, %                   | 7,4-10,3         | 36,5-37,8        |
| Błonnik, %                  | 3,1-4,4          | 15,4-16,1        |
| Tłuszcz, %                  | 1,4-2,1          | 7,2-7,6          |
| Składniki mineralne, %      | 0,9-1,3          | 4,6-5,0          |
| Wartość energetyczna, MJ/kg | 0,4-0,5          | 11,7             |